# Essozimna Marguerite Gnakade
Essozimna Marguerite Gnakade é uma política togolesa. No dia 1 de outubro de 2020 ela foi nomeada Ministra da Defesa no Togo, a primeira mulher a ocupar esse cargo.
Gnadake não tem experiência militar anterior. Ela era a esposa de Ernest Gnassingbé, o irmão falecido do presidente do Togo, Faure Gnassingbé.